# Erik Persson (Schwimmer)
Erik Persson (* 12. Januar 1994 in Kungsbacka) ist ein schwedischer Schwimmer. Er gewann bis 2024 bei Schwimmweltmeisterschaften auf der 50-Meter-Bahn einmal Silber. Bei Schwimmeuropameisterschaften erschwamm er auf der Langbahn einmal Gold und einmal Bronze und auf der Kurzbahn einmal Silber.

## Sportliche Karriere
Der 1,81 Meter große Erik Persson schwimmt für den Kungsbacka Simssällskap. Er war auch bereits für Mannschaften aus Frankreich, Ungarn und Kanada aktiv.

### Die Jahre bis zur ersten Olympiateilnahme 2016
Bei den Junioreneuropameisterschaften 2012 belegte Persson den sechsten Platz über 200 Meter Brust. 2013 nahm Persson an der Universiade in Kasan teil und erreichte sowohl über 200 Meter Brust als auch über 200 Meter Lagen das Halbfinale.
2014 gewann Persson bei den schwedischen Meisterschaften auf der 50-Meter-Bahn die Titel über 100 Meter und 200 Meter Brust. Bei den Europameisterschaften in Berlin erreichte er das Halbfinale über 200 Meter Brust. Im Jahr darauf schwamm er auch bei den Weltmeisterschaften in Kasan ins Halbfinale über 200 Meter Brust. Ende 2015 bei den Kurzbahneuropameisterschaften in Netanja belegte Persson den fünften Platz über 200 Meter Brust.
Im Mai 2016 bei den Europameisterschaften in London schwamm die schwedische 4-mal-100-Meter-Mixed-Lagenstaffel mit Mattias Carlsson, Erik Persson, Stina Gardell und Ida Lindborg auf den vierten Platz mit einer halben Sekunde Rückstand auf das drittplatzierte ungarische Quartett. Ebenfalls Vierter wurde Persson über 200 Meter Brust, hier hatte er 0,11 Sekunden Rückstand auf den drittplatzierten Italiener Luca Pizzini. Bei den Olympischen Spielen in Rio de Janeiro schied Persson über 100 Meter Brust als 32. der Vorläufe aus. Über 200 Meter Brust erreichte er das Halbfinale und schwamm dann die elftbeste Zeit. Für eine Endlaufteilnahme fehlten ihm zwei Sekunden. Im Dezember fanden im kanadischen Windsor die Kurzbahnweltmeisterschaften 2016 statt. Persson wurde Sechster über 200 Meter Brust. Die schwedische 4-mal-100-Meter-Lagenstaffel verpasste als Vorlaufneunte das Finale um über eine halbe Sekunde.

### Die Jahre 2017 bis 2021
Im Juli 2017 fanden die Weltmeisterschaften in Budapest statt. Persson schwamm in den Vorläufen über 100 Meter Brust die 18. Zeit. Über 200 Meter Brust war er im Halbfinale Zehnter mit 0,78 Sekunden Rückstand auf den Achten, der noch das Finale erreichte. Im Dezember bei den Kurzbahneuropameisterschaften 2017 in Kopenhagen wurde Persson Fünfter über 200 Meter Brust.
Bei den Europameisterschaften 2018 in Glasgow wurde Persson 14. im Halbfinale über 100 Meter Brust. Über 200 Meter Brust schwamm er auf den achten Platz. Ebenfalls Achte wurde die Lagenstaffel mit Gustav Hoekfelt, Erik Persson, Simon Olov Sjödin und Christoffer Carlsen. Vier Monate später bei den Kurzbahnweltmeisterschaften 2018 in Hangzhou wurde Persson Achter über 200 Meter Brust.
Bei den Weltmeisterschaften 2019 in Gwangju wurde Persson Achter über 200 Meter Brust. Ende des Jahres bei den Kurzbahneuropameisterschaften 2019 in Glasgow siegte der Niederländer Arno Kamminga über 200 Meter Brust. Persson schlug 0,44 Sekunden dahinter als Zweiter an, Dritter wurde der Deutsche Marco Koch mit 0,07 Sekunden Rückstand auf Persson. Über 100 Meter Brust und mit der 4-mal-50-Meter-Lagenstaffel verfehlte Persson die Endlaufteilnahme.
Wegen der COVID-19-Pandemie wurden die für 2020 geplanten internationalen Meisterschaften auf das Jahr 2021 verschoben.
Im Mai 2021 wurden in Budapest die Europameisterschaften 2020 nachgeholt. Einmal mehr erreichte Persson nur den Endlauf über 200 Meter Brust. Der Russe Anton Tschupkow gewann vor Arno Kamminga und Erik Persson. Im Juli bei den ebenfalls aus dem Vorjahr verschobenen Olympischen Spielen in Tokio trat Persson nur über 200 Meter Brust an. Er erreichte das Olympiafinale mit der achtbesten Halbfinalzeit und schlug auch im Finale als Achter an. Im November fanden in Kasan die Kurzbahneuropameisterschaften 2021 statt. Zum Auftakt belegte die 4-mal-50-Meter-Lagenstaffel mit Gustav Hoekfelt, Erik Persson, Oskar Hoff und Isak Eliasson den vierten Platz mit 1,66 Sekunden Rückstand auf die drittplatzierten Niederländer. Über 100 Meter Brust schied Persson wieder einmal im Halbfinale aus. Über 200 Meter Brust schlug er als Vierter mit 0,11 Sekunden Rückstand auf den russischen Gewinner der Bronzemedaille Michail Dorinow an. Die 4-mal-50-Meter-Mixed-Lagenstaffel in der Besetzung Gustav Hoekfelt, Erik Persson, Sara Junevik und Sarah Sjöström erreichte mit anderthalb Sekunden Rückstand auf die Medaillenränge ebenfalls den vierten Platz. Im Dezember 2021 wurden in Abu Dhabi die eigentlich auch für 2020 geplanten Kurzbahnweltmeisterschaften 2021 ausgetragen. Persson schlug über 200 Meter Brust als Vierter an und hatte 0,07 Sekunden Rückstand auf den Dritten, Will Licon aus den Vereinigten Staaten.

### Die Jahre 2022 bis 2024
Im Juni 2022 bei den Weltmeisterschaften in Budapest schied Persson wieder im Halbfinale über 100 Meter Brust aus. Über 200 Meter Brust erreichte er den Endlauf mit der viertbesten Halbfinalzeit. Im Finale siegte der Australier Zac Stubblety-Cook mit 1,31 Sekunden Vorsprung vor dem Japaner Yu Hanaguruma und Erik Persson, die zeitgleich Silber gewannen. Der viertplatzierte Japaner Ryuya Mura schlug 0,48 Sekunden nach den beiden Zweiten an. Ende 2022 bei den Kurzbahnweltmeisterschaften 2022 in Melbourne wurde Persson Fünfter über 200 Meter Brust.
2023 bei den Weltmeisterschaften in Fukuoka erreichte Persson kein Finale. Als Halbfinalneunter über 200 Meter Brust war er 0,37 Sekunden langsamer als der Achte. Bei den Kurzbahneuropameisterschaften 2023 in Otopeni wurde Persson Vierter über 200 Meter Brust, anderthalb Sekunden hinter Arno Kamminga auf dem dritten Platz.
Im Februar 2024 bei den Weltmeisterschaften in Doha belegte die 4-mal-100-Meter-Mixed-Lagenstaffel mit Hanna Rosvall, Erik Persson, Louise Hansson und Björn Seeliger den siebten Platz. Auch über 200 Meter Brust erreichte Persson den Endlauf und schwamm auf den achten Rang. Drei Monate später bei den Europameisterschaften in Belgrad erreichte die 4-mal-100-Meter-Mixed-Lagenstaffel mit Samuel Tornqvist, Erik Persson, Sara Junevik und Hanna Bergman den vierten Platz mit einer Sekunde Rückstand auf das drittplatzierte ungarische Quartett. Über 200 Meter Brust schlugen Persson und der Bulgare Ljubomir Epitropow zeitgleich als Erste an und erhielten beide eine Goldmedaille, eine Dreiviertelsekunde zurück wurde der Pole Jan Kałusowski Dritter. Bei den Olympischen Spielen 2024 in Paris trat Persson über 200 Meter Brust und mit der Lagenstaffel an, erreichte aber kein Finale.